# Острова Сестёр
Острова Сестёр (англ. Sisters' Islands, малайск. Pulau Subar Laut, кит. 姐妹岛, там. சகோதரிகள் தீவு) — два острова в Сингапуре, расположенные к югу от острова Сингапур в Сингапурском проливе. Известны под своими малайскими названиями как острова Субар-Лаут (остров Старшей сестры) и Субар-Дарат (остров Младшей сестры). Разделены узким, но глубоким каналом, течения в котором опасны для пловцов и аквалангистов. Добраться до островов можно на пароме от пирса Марина Саус Пир.

## Легенда
Согласно легенде, когда-то давно на побережье Сингапура жила бедная вдова, у которой было двое дочерей. Их звали Мина и Лина. Сёстры очень любили друг друга и дали обещание выйти замуж за двух братьев, чтобы не разлучаться и жить вместе всегда. Однажды Лина гуляла возле моря. Ей встретилась шайка пиратов, главарь которой влюбился в девушку и решил жениться на ней. Рано утром пираты похитили Лину, отвели на свой корабль и увезли. Сестра Мина хотела спасти Лину и поплыла за кораблём, но утонула. Лина вырвалась от пиратов и бросилась за своей сестрой в море. На следующий день в том месте, где утонули девушки, появились два острова, и их назвали в честь погибших сестёр.

## Настоящее время
Сегодня эти два острова являются привлекательным для туристов курортом. Для посетителей оборудованы пляжи, предлагающие много различных активностей. У берегов островов находятся разнообразные коралловые рифы, в которых водятся рыбы, крабы, моллюски, морские коньки и осьминоги. На островах обитают яванские макаки.